# Taeko Onuki Concert 2022
『Taeko Onuki Concert 2022』（タエコ・オオヌキ・コンサート 2022）は、2023年6月16日に配信された大貫妙子のライブ・アルバム。同年11月15日にCDが発売。

## 概要
当初は配信のみのリリースであったが、高品質Blu-spec CD2での発売が決定した。
2022年・2023年に開催された「Taeko Onuki Concert 2022」より2022年12月3日に開催された昭和女子大学人見記念講堂公演のライブ音源を収録。
毎年恒例の冬のコンサートで、バンド編成では約3年半ぶりの開催。2023年の大阪公演は2018年以来、5年ぶりの公演となった。
選曲は1970年代の楽曲から最新曲まで選ばれており、またミュージックシーケンサーでオリジナル・アルバムのマルチテープの音源を使用し、電子楽器の多重録音で作られた楽曲がバンド演奏と共に再現されている。
当日披露された「Wonderland」は未収録である。大阪公演では「ふたりの星をさがそう」を、カラオケを使用して披露した。

## 収録曲
作詞・作曲：大貫妙子
1. 横顔
2. ピーターラビットとわたし
3. 色彩都市
4. Mon doux Soleil
5. Happy-go-Lucky
6. 幻惑
7. Volcano
8. 突然の贈りもの
9. Summer Connection
10. 海と少年
11. 都会
12. 星の奇跡
13. 船出
14. 虹
15. 朝のパレット
16. ベジタブル

## 演奏者
- Vocal: 大貫妙子
- Piano: フェビアン・レザ・パネ
- Keyboards: 森俊之、網守将平
- Guitar: 小倉博和
- Bass: 鈴木正人
- Drums: 沼澤尚、林立夫